# Mistrovství světa v ledním hokeji 2020 (Divize II)
II. divize Mistrovství světa v ledním hokeji 2020 se měla hrát od 19. dubna do 25. dubna 2020 v Záhřebu v Chorvatsku a v Reykjavíku na Islandu. Tento turnaj byl kvůli pandemii covidu-19 zrušen.

## Skupina A
Turnaj se měl uskutečnit od 19. dubna do 25. dubna 2020 v Záhřebu.
| Tým        | Kvalifikace                                      |
| ---------- | ------------------------------------------------ |
| Nizozemsko | 6. místo v Divizi I - skupině B 2019 a sestup    |
| Chorvatsko | Pořadatel, 2. místo v Divizi II - skupině A 2019 |
| Austrálie  | 3. místo v Divizi II - skupině A 2019            |
| Španělsko  | 4. místo v Divizi II - skupině A 2019            |
| Čína       | 5. místo v Divizi II - skupině A 2019            |
| Izrael     | 1. místo v Divizi II - skupině B 2019 a postup   |

### Výsledky
|  | Jeden tým postupující do skupiny B divize I |
|  | Jeden tým sestupující do skupiny B          |

### Tabulka
Austrálie stáhla svou účast na ms kvůli Covidu-19.

| Poř. | Tým        | Z | V | VP | PP | P | GV | GI | +/- | B  |
| ---- | ---------- | - | - | -- | -- | - | -- | -- | --- | -- |
| 1.   | Čína       | 4 | 4 | 0  | 0  | 0 | 28 | 4  | 24  | 12 |
| 2.   | Nizozemsko | 4 | 3 | 0  | 0  | 1 | 19 | 10 | 9   | 9  |
| 3.   | Chorvatsko | 4 | 1 | 1  | 0  | 2 | 9  | 12 | 3   | 5  |
| 4.   | Španělsko  | 4 | 1 | 0  | 1  | 2 | 10 | 12 | 2   | 4  |
| 5.   | Izrael     | 4 | 0 | 0  | 0  | 4 | 4  | 32 | 28  | 0  |

#### Zápasy
| 19. dubna 2020 13:00 | Izrael | zrušeno | Španělsko | Dom Sportova, Záhřeb |  |

| 19. dubna 2020 20:00 | Chorvatsko | zrušeno | Čína | Dom Sportova, Záhřeb |  |

| 20. dubna 2020 12:00 | Nizozemsko | zrušeno | Španělsko | Dom Sportova, Záhřeb |  |

| 20. dubna 2020 15:30 | Čína | zrušeno | Izrael | Dom Sportova, Záhřeb |  |

| 20. dubna 2020 20:00 | Chorvatsko | zrušeno | Austrálie | Dom Sportova, Záhřeb |  |

| 22. dubna 2020 13:00 | Nizozemsko | zrušeno | Čína | Dom Sportova, Záhřeb |  |

| 22. dubna 2020 16:30 | Austrálie | zrušeno | Španělsko | Dom Sportova, Záhřeb |  |

| 22. dubna 2020 20:00 | Chorvatsko | zrušeno | Izrael | Dom Sportova, Záhřeb |  |

| 24. dubna 2020 13:00 | Čína | zrušeno | Austrálie | Dom Sportova, Záhřeb |  |

| 24. dubna 2020 16:30 | Izrael | zrušeno | Nizozemsko | Dom Sportova, Záhřeb |  |

| 24. dubna 2020 20:00 | Španělsko | zrušeno | Chorvatsko | Dom Sportova, Záhřeb |  |

| 25. dubna 2020 13:00 | Austrálie | zrušeno | Izrael | Dom Sportova, Záhřeb |  |

| 25. dubna 2020 16:30 | Španělsko | zrušeno | Čína | Dom Sportova, Záhřeb |  |

| 25. dubna 2020 20:00 | Nizozemsko | zrušeno | Chorvatsko | Dom Sportova, Záhřeb |  |

## Skupina B
Turnaj se měl uskutečnit od 19. dubna do 25. dubna 2020 v Reykjavíku.
| Tým         | Kvalifikace                                      |
| ----------- | ------------------------------------------------ |
| Belgie      | 6. místo v Divizi II - skupině A 2019 a sestup   |
| Island      | Pořadatel, 2. místo v Divizi II - skupině B 2019 |
| Nový Zéland | 3. místo v Divizi II - skupině B 2019            |
| Gruzie      | 4. místo v Divizi II - skupině B 2019            |
| Mexiko      | 5. místo v Divizi II - skupině B 2019            |
| Bulharsko   | 1. místo v Divizi III - skupině A 2019 a postup  |

### Výsledky
|  | Jeden tým postupující do skupiny A            |
|  | Jeden tým sestupující do skupiny A divize III |

### Tabulka
| Poř. | Tým         | Z | V | VP | PP | P | GV | GI | +/- | B |
| ---- | ----------- | - | - | -- | -- | - | -- | -- | --- | - |
| 1.   | Belgie      | 0 | 0 | 0  | 0  | 0 | 0  | 0  | 0   | 0 |
| 2.   | Island      | 0 | 0 | 0  | 0  | 0 | 0  | 0  | 0   | 0 |
| 3.   | Nový Zéland | 0 | 0 | 0  | 0  | 0 | 0  | 0  | 0   | 0 |
| 4.   | Gruzie      | 0 | 0 | 0  | 0  | 0 | 0  | 0  | 0   | 0 |
| 5.   | Mexiko      | 0 | 0 | 0  | 0  | 0 | 0  | 0  | 0   | 0 |
| 6.   | Bulharsko   | 0 | 0 | 0  | 0  | 0 | 0  | 0  | 0   | 0 |

#### Zápasy
| 19. dubna 2020 13:00 | Bulharsko | zrušeno | Gruzie | Laugardalur Arena, Reykjavík |  |

| 19. dubna 2020 16:30 | Nový Zéland | zrušeno | Belgie | Laugardalur Arena, Reykjavík |  |

| 19. dubna 2020 20:00 | Island | zrušeno | Mexiko | Laugardalur Arena, Reykjavík |  |

| 20. dubna 2020 13:00 | Belgie | zrušeno | Gruzie | Laugardalur Arena, Reykjavík |  |

| 20. dubna 2020 16:30 | Mexiko | zrušeno | Bulharsko | Laugardalur Arena, Reykjavík |  |

| 20. dubna 2020 20:00 | Island | zrušeno | Nový Zéland | Laugardalur Arena, Reykjavík |  |

| 22. dubna 2020 13:00 | Nový Zéland | zrušeno | Gruzie | Laugardalur Arena, Reykjavík |  |

| 22. dubna 2020 16:30 | Belgie | zrušeno | Mexiko | Laugardalur Arena, Reykjavík |  |

| 22. dubna 2020 20:00 | Island | zrušeno | Bulharsko | Laugardalur Arena, Reykjavík |  |

| 24. dubna 2020 13:00 | Mexiko | zrušeno | Nový Zéland | Laugardalur Arena, Reykjavík |  |

| 24. dubna 2020 16:30 | Bulharsko | zrušeno | Belgie | Laugardalur Arena, Reykjavík |  |

| 24. dubna 2020 20:00 | Gruzie | zrušeno | Island | Laugardalur Arena, Reykjavík |  |

| 25. dubna 2020 13:00 | Nový Zéland | zrušeno | Bulharsko | Laugardalur Arena, Reykjavík |  |

| 25. dubna 2020 16:30 | Gruzie | zrušeno | Mexiko | Laugardalur Arena, Reykjavík |  |

| 25. dubna 2020 20:00 | Belgie | zrušeno | Island | Laugardalur Arena, Reykjavík |  |